# Severo Meza
Severo Efraín Meza Mayorga, mais conhecido como Severo Meza (Veracruz, 9 de julho de 1986), é um futebolista mexicano que atua como zagueiro. Atualmente, joga pelo Monterrey.

## Títulos

### Monterrey
- Campeonato Mexicano de Futebol: Apertura 2009, Apertura 2010
- Liga dos Campeões da CONCACAF: 2010–11, 2011–12